# Carno
Carno est un village et une communauté du Powys, au pays de Galles.

## Géographie
Carno est situé dans le nord-ouest du Powys, dans le comté historique du Montgomeryshire.

## Démographie
Au recensement de 2011, la communauté de Carno comptait 730 habitants.